# Градове в Античен Епир
Това е списък на градовете в Античен Епир.
Градовете на епиротите в Античен Епир са разделени на три региона: Хаония, Молосия и Теспротия, като всеки от тях носи името на господстващите триби (хаони, молоси и теспроти) в тях.
Редица антични селища в Епир все още остават неидентифицирани. 
Оракулът в Додона е молоски.

## Хаония
- Амантия
- Орико
- Билис
- Никея (Епир)
- Олимпия (Епир)

## Молосия
- Химара
- Антигония
- Фойника
- Титана
- Пасарон
- Елея

## Теспротия
- Ефира
- Букета
- Касиопе
- Бития
- Ореон